# Monochamus omias
Monochamus omias är en skalbaggsart som beskrevs av Jordan 1903. Monochamus omias ingår i släktet Monochamus och familjen långhorningar. Inga underarter finns listade i Catalogue of Life.